# B2 (personage)
B2 of voluit Boef 2 is de codenaam van een fictieve boef die voorkomt in de televisieseries van Bassie en Adriaan. Hoe zijn echte naam luidt, is niet bekend.

## Introductie
B2 hoort zeer slecht. De weinige keren dat hij iets verstaat, verstaat hij het meestal op een verkeerde manier. Zelf beweert hij echter niet doof te zijn. Hij is echter wel zeer lenig en hij klimt probleemloos tegen de steilste muren op.

## B2 door de jaren heen

### Het geheim van de sleutel
Het personage kwam voor het eerst voor in de televisieserie Bassie & Adriaan: Het geheim van de sleutel (1978). In dit verhaal komt Bassie in het bezit van de sleutel van een kluisje waarin gestolen diamanten liggen opgeborgen. Deze diamanten zijn geroofd door een boevenbende waarvan B2 deel uitmaakt. De boeven doen er alles aan om de sleutel weer in handen te krijgen. Het feit dat B2 hardhorend is, leidt continu tot komische misverstanden tussen hem en zijn compagnon B1.

### De diamant
In het vervolg De diamant (1979) willen de boeven Bassie en Adriaan laten opdraaien voor een nieuwe diamantroof door verkleed als dit duo een kostbare diamant te stelen. In beide series wordt B2 gespeeld door Harry Dikmans. B2 ging hier gekleed in een lange bruine jas tot op de grond met een hoedje. In het slotdeel van Het geheim van de sleutel was hij vermomd als orgelspeler in jaren 20/30 stijl. In deel 1 van De diamant droeg hij een gevangenispak. In deel 3 was hij vermomd als Bassie.

### Het geheim van de schatkaart
Na De diamant brachten Bas en Aad van Toor enkele Bassie en Adriaan-hoorspelen uit waarin drie nieuwe boeven een rol speelden: de Baron en zijn handlangers Vlugge Japie en Ping Poen. Toen Aad van Toor deze in 1986 bewerkte tot de nieuwe televisieserie Het geheim van de schatkaart, vond hij de Chinese boef Ping Poen ongeloofwaardig overkomen op televisie. Daarom verving hij Ping Poen door B2. Aangezien Harry Dikmans op het moment van de opnamen voor werk in het buitenland zat, nam zijn broer, de clown Joop Dikmans de rol van hem over. In de documentaireserie Bassie en Adriaan - 35 jaar op TV zei Bas van Toor echter dat Aad besloot Harry door Joop te vervangen toen Harry te dure eisen stelde.
In het verhaal blijkt B2 in de gevangenis te zijn achtergebleven omdat hij bij een ontsnapping moest wachten totdat zijn baas hem zou roepen, waarna hij het signaal uiteraard niet hoorde. Samen met zijn nieuwe celgenoot Vlugge Japie ontsnapt B2, waarna Japie hem meeneemt naar de Baron, die B2 nu in dienst neemt. De Baron reageert een stuk agressiever op B2 dan zijn vorige baas: wanneer B2 zijn baas niet verstond of als hij hem door een misverstand beledigt, kreeg de dove boef geregeld een fysieke afstraffing van hem. B2 is tijdens deze serie gekleed in een ruim zittend grijs tweed visgraat kostuum met een bruin/beige overhemd, een groene brede stropdas en een hoedje. Aan het begin van de serie draagt hij nog een gevangenispak – evenals Vlugge Japie.

### De verdwenen kroon
Hier had B2 in deel 5 en 6 als vermomming een zwart kostuum met witte stropdas en een zwarte hoed met witte rand en een zonnebril. Ook in deze serie wordt de dove boef door Joop Dikmans gespeeld.

### De verzonken stad
In De verzonken stad was B2, wederom door Joop Dikmans vertolkt, gekleed in een ruim zittend grijs tweed visgraat kostuum met een bruin/beige overhemd, een groene brede stropdas en een hoedje. In De verzonken stad draagt B2 vanaf deel 3 een donkergrijs Hawaii shirt met lichtgrijze/ blauwe geruite broek, zijn eigen hoedje en zonnebril. 

### De geheimzinnige opdracht (Op reis door Europa)
Na De verzonken stad werd B2 voorgoed uit de serie geschreven. In de eerste aflevering van De geheimzinnige opdracht vertelt Vlugge Japie aan De Baron dat B2 hem blijkbaar niet heeft gehoord toen hij zei dat ze die dag ontslagen zouden worden uit de gevangenis, en dus in de gevangenis is blijven zitten.